# 雜草之歌
「雜草之歌」（日语：雑草のうた）是日本的女子偶像組合Buono!的第11張單曲。2011年2月2日發售。發售公司是zetima。

## 概要
- 與前作「Our Songs」相隔約1年的新曲，是移籍到zetima後的首張單曲。
- 「雜草之歌」的中心是鈴木愛理。

## 收錄曲
1. 雑草のうた
（作詞：岩里祐穗、作曲・編曲：井上慎二郎）
2. ラナウェイトレイン
（作詞：岩里祐穂、作曲・編曲：AKIRASTAR）
3. JUICY HE@RT
（作詞：おのりく、作曲：HA、編曲：土肥真生）
BS日本『ボウリング革命 P★League』ED曲
4. 雑草のうた(Instrumental)
5. ラナウェイトレイン(Instrumental)
6. JUICY HE@RT(Instrumental)

## 備註
1. ↑  . ナタリー. 2011-01-25  [2012-03-18]. （原始内容存档于2016-03-04）.

## 外部連結
- YouTube上的Buono! 『雜草之歌』 (MV)
- YouTube上的Buono! 『JUICY HE@RT』 (MV)
- YouTube上的Buono! 『雜草之歌』 (Live at the Garage Ver.)
- Review: 雜草之歌 / Buono! - hotexpress
- UP FRONT WORKS 唱片[]